# Саркис Куюмджиян
Саркис Куюмджиян е арменски търговец. Баща е на английския писател Майкъл Арлън (Дикран Куюмджиян).

## Биография
Установява се, заедно със семейството си, в Пловдив през 1892 г. поради репресиите срещу арменците в Цариград. По-късно се заселва в Русе. Заедно със съпругата си Сатеник имат пет деца – четирима синове – Таквор, Крикор, Рупен, Дикран и една дъщеря – Ахавни. В Русе се занимава с търговия на текстил и манифактура и е управител на Англо-българско акционерно дружество за производство на омбрели с клонове във Варна, Пловдив и София. Член е на първия управителен съвет на Барутното акционерно дружество „Принц Борис“. Около 1901 г., заедно със семейството си, се преселва в Саутпорт, Англия. Дарява огромна част от своето имущество на арменската църква „Света Богородица“ в Русе. Открива тъкачна фабрика в Манчестър.
През 1898 г. започва строителството на една от най-представителните търговски сгради в Русе и в България – търговската къща на Саркис Куюмджиян. Разположена е на площ от 560 m2, на ъгъла на улиците „Отец Паисий“ и „Добруджа“. Проектът е на архитект Нигохос Бедросян.